# Youssef Chahed
Youssef Chahed (arabe : يوسف الشاهد), né le 18 septembre 1975 à Tunis, est un homme d'État tunisien.
Ministre des Affaires locales de janvier à août 2016, au sein du gouvernement de Habib Essid, il est chef du gouvernement de la Tunisie du 27 août 2016 au 27 février 2020.
Candidat à l'élection présidentielle de 2019, il délègue provisoirement ses fonctions au ministre de la Fonction publique, Kamel Morjane. Il est éliminé dès le premier tour, arrivant en cinquième position avec 7,4 % des voix.

## Formation et vie privée
Youssef Chahed poursuit des études d'ingénieur agronome à l'Institut national agronomique de Tunisie, dont il sort diplômé, major de promotion, en 1998,.
Il intègre ensuite l'Institut national agronomique Paris-Grignon en France. Il y obtient en 1999 un diplôme d'études approfondies (DEA) en économie de l'environnement et ressources naturelles et, en 2003, un doctorat en agroéconomie, sous la direction de Jean-Christophe Bureau. Son DEA avait pour intitulé Mesure de l'impact sur le bien-être des réductions tarifaires relatives aux produits agricoles : une application du Trade Restrictiveness Index (TRI) à l'économie de l'Union européenne et sa thèse de doctorat portait sur la « mesure de l'impact de la libéralisation des marchés agricoles sur les échanges et le bien-être »,.
Youssef Chahed est marié à Héla Chahed (née Zahouani) et père d'une fille. Il est également le petit-fils de la militante féministe Radhia Haddad.
Il parle couramment l'arabe, le français, l'anglais et l'italien.

## Carrière universitaire
De 2003 à 2009, Youssef Chahed est professeur en agroéconomie à l'Institut supérieur d'agriculture LaSalle de Beauvais (France),. Il est également professeur visiteur dans de nombreuses universités dans le monde, comme à Tokyo ou à São Paulo. De 2003 à 2015, il travaille comme expert international en agriculture et en politiques agricoles, auprès d'institutions internationales comme le département de l'Agriculture des États-Unis et la Commission européenne.
Il écrit de nombreux rapports et articles scientifiques sur les politiques publiques en agriculture et les secteurs de productions agricoles en Tunisie. Chahed travaille notamment sur la formulation, l'évaluation et la supervision de projets agricoles dans le cadre de renforcement de capacités entre la Tunisie et les États-Unis. Il participe également à la mise en place de nombreuses collaborations sur la sécurité alimentaire et le développement des coopératives en Tunisie, en collaboration avec des organismes internationaux tels que le Service d'inspection sanitaire des animaux et des plantes, la Food and Drug Administration, l'Agence des États-Unis pour le développement international, le Codex Alimentarius, etc.

## Parcours politique

### Débuts
Après la révolution de 2011, Chahed est l'un des membres fondateurs du parti Al Joumhouri, fondé le 9 avril 2012. Il adhère ensuite à Nidaa Tounes, en tant que membre du bureau exécutif.

### Membre du gouvernement Essid
Le 6 février 2015, il est nommé secrétaire d'État chargé de la Pêche, auprès du ministre de l'Agriculture, des Ressources hydrauliques et de la Pêche, Saâd Seddik, dans le gouvernement de Habib Essid.
Lors du remaniement du 12 janvier 2016, il devient ministre des Affaires locales dans ce même gouvernement. Le 25 mai, il présente, à moins d'un an des élections municipales, un projet de généralisation des municipalités, qui prévoit la création de 61 nouvelles municipalités. Le 1er août, il est proposé par le président Béji Caïd Essebsi pour succéder à Habib Essid à la tête d'un gouvernement d'union nationale.

### Chef du gouvernement

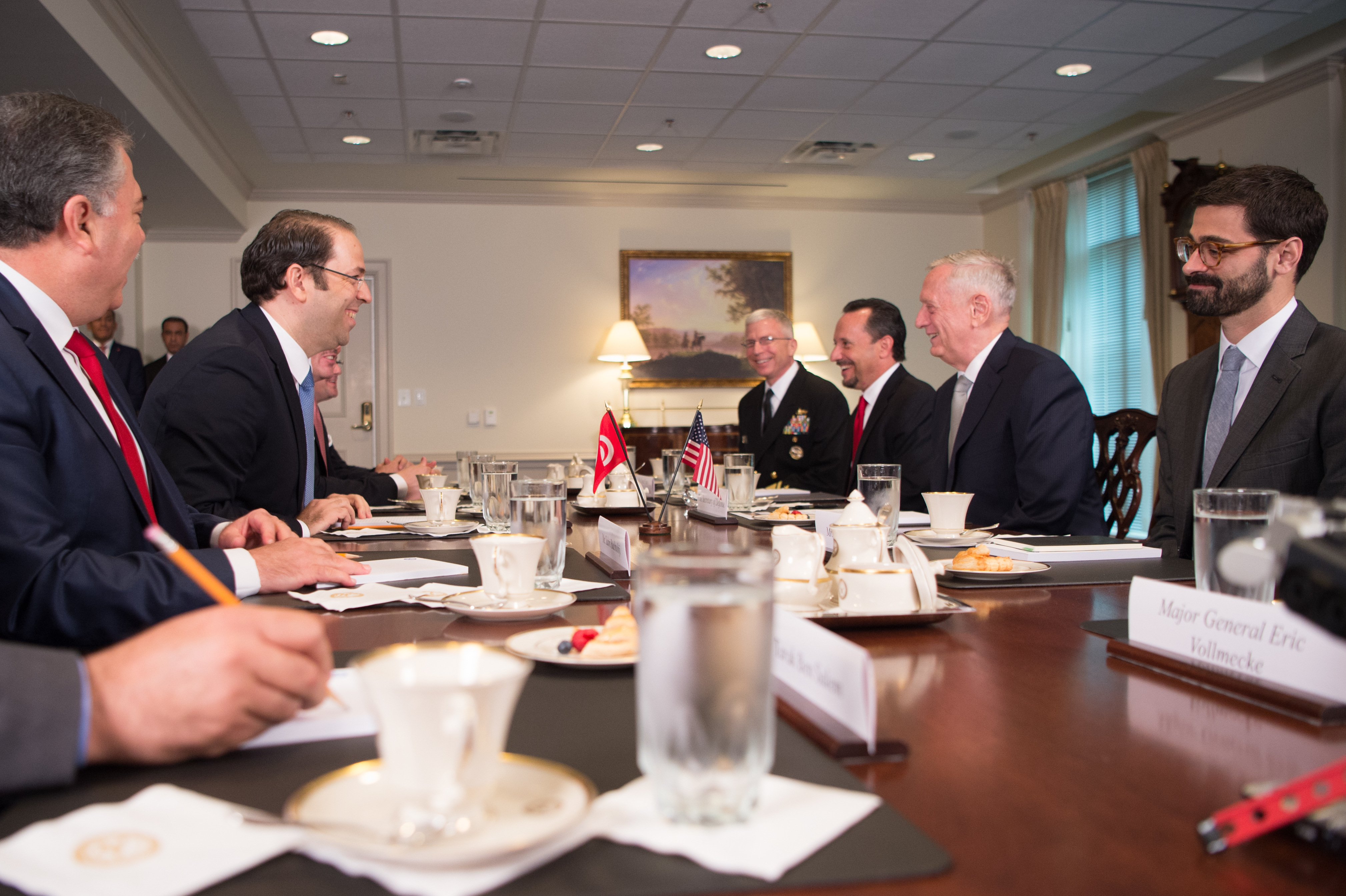
Youssef Chahed durant une réunion au Pentagone avec James Mattis, secrétaire à la Défense des États-Unis, en 2017.

Le 3 août 2016, le président Béji Caïd Essebsi désigne Chahed pour former un nouveau gouvernement. Le 20 août, il forme son gouvernement. Le 26 août au soir, les députés de Nidaa Tounes, d'Ennahdha, de l'Union patriotique libre, d'Afek Tounes et du bloc Al Horra accordent leur confiance au gouvernement avec 167 voix pour, 22 contre et cinq abstentions, sur 194 députés présents. Il prête serment le lendemain au palais présidentiel de Carthage. Il devient alors le plus jeune Premier ministre de l'histoire moderne du pays.
Le 9 octobre, Youssef Chahed effectue sa première visite internationale à Alger Le 10 novembre, il se rend à Paris ; il y est reçu par le président François Hollande et le Premier ministre Manuel Valls.
Fin février 2017, il limoge son ministre de la Fonction publique et de la Gouvernance, expliquant que ce dernier avait dévié des règles de l'action gouvernementale. Dans la foulée, il effectue un remaniement ministériel et, le 3 mars, annonce la suppression du ministère de la Fonction publique et de la Gouvernance. Certains observateurs voient ce remaniement comme une occasion de nommer des proches du parti Ennahdha.
Le 23 mai, il donne le coup d'envoi d'une grande opération anti-corruption en débutant avec l'arrestation de Chafik Jarraya suivi de celles de plusieurs autres hommes d'affaires tels que Yassine Channoufi et Samir El Wafi. Cette initiative, préparée dans le secret depuis plusieurs mois, provoque une vague de soutien et d'opinions favorables de la part des Tunisiens. À cet égard, il déclare qu'il ira jusqu'au bout de cette guerre contre la corruption, qui a des coûts économiques importants pour le pays.
En août 2017, lors d'une émission télévisée, Rached Ghannouchi, président du parti islamiste Ennahdha, annonce qu'il ne souhaite pas que Chahed se porte candidat à l'élection présidentielle de 2019. Cette déclaration qui « presse Youssef Chahed à annoncer sa non-candidature à la présidentielle de 2019 » lance le débat autour de la candidature de ce dernier.
Le 15 septembre 2018, Chahed est suspendu des rangs du parti et celui-ci lance une procédure disciplinaire à son encontre. La mesure est levée en avril 2019 alors que ses partisans forment un nouveau parti, Tahya Tounes. Le 1er juin, le conseil national de Tahya Tounes l'élit en tant que président du parti.

### Élection présidentielle de 2019
Il annonce le 9 août sa candidature à l'élection présidentielle anticipée qui fait suite à la mort du président Béji Caïd Essebsi quelques mois avant la fin de son mandat.
Alors qu'il possède la double nationalité, il annonce le 20 août qu'il renonce à sa nationalité française pour pouvoir briguer la présidence du pays,. Le 22 août suivant, Chahed délègue ses fonctions au ministre Kamel Morjane, un choix qui suscite la polémique en raison de ses responsabilités ministérielles sous la présidence de Zine el-Abidine Ben Ali,.
Dans les jours qui suivent, il est accusé d'être à l'origine de l'arrestation de son adversaire Nabil Karoui par les partisans de celui-ci et plusieurs candidats à l'élection. Chahed répond : « Aujourd'hui, toute personne interpellée par la justice m'accuse d'avoir été à l'origine de son arrestation. Je pense que Swagg Man est le seul qui n'a pas prétendu que j'étais à l'origine de son arrestation ». Le candidat et homme d'affaires controversé Slim Riahi affirme qu'il lui a promis la levée de son interdiction de voyager et du gel de ses avoirs en contrepartie du vote de son bloc parlementaire en faveur du ministre de l'Intérieur, Hichem Fourati. Le 7 septembre, l'animateur Sami Fehri publie un échange WhatsApp entre Riahi et Chahed tendant à prouver un tel accord.
Une pétition de soutien à Chahed est lancée le 6 septembre. Plusieurs signataires, comme la réalisatrice Dora Bouchoucha et l'universitaire Abdeljalil Bouguerra, indiquent ne pas avoir donné leur accord et sont finalement retirés de la liste,,.
Il est finalement éliminé dès le premier tour.

## Publications
- Jean-Christophe Bureau, Youssef Chahed et Luca Salvatici, « La baisse de la protection douanière dans l'Uruguay Round : le cas de l'agriculture dans l'Union européenne, au Canada et aux États-Unis », Économie & Prévision, La Documentation française, no 154,‎ 2002, p. 107-122 (lire en ligne, consulté le 30 juin 2016)
- Youssef Chahed et Sophie Drogué, « Incidence du processus multilatéral sur la viabilité des accords préférentiels : le cas euro-méditerranéen », Économie rurale, vol. 276, no 1,‎ 2003, p. 3-16 (lire en ligne, consulté le 30 juin 2016)